# Estadio Luis "Pirata" Fuente
El Estadio Luis "Pirata" Fuente es un estadio para fútbol ubicado en la localidad de Veracruz perteneciente al municipio de Boca del Río, municipio que forma parte de la zona metropolitana de la ciudad y puerto de Veracruz. Dicho inmueble lleva este nombre, como homenaje a uno de los más grandes futbolistas mexicanos de todos los tiempos y originario de Veracruz, Luis de la Fuente y Hoyos.

## Historia
Inicialmente, cuando este estadio fue inaugurado el 17 de marzo de 1967, llevó el nombre de "Estadio Veracruzano". Posteriormente, y como homenaje al que es considerado el más grande futbolista veracruzano de todos los tiempos, Luis de la Fuente y Hoyos "El pirata", el estadio pasó a llamarse Estadio Luis "Pirata" Fuente. 
"El Pirata", tiene una capacidad para 30 000 aficionados, y fue objeto de una remodelación entre los años 2003 y 2004; y dentro de su renovación se agregaron butacas en todas sus zonas, así como una pantalla gigante. 
Asimismo, cuenta con las siguientes localidades: Sol General, Palco Sol (numerado), Preferente Sol, Sombra General, Palco Sombra (numerado), Preferente Sombra, Plateas (numeradas). 
El Estadio Luis "Pirata" Fuente también es llamado coloquialmente "El Coloso del Fraccionamiento Virginia" o simplemente "El Pirata" .
En 2019 tras la desafiliación y posterior desaparición de los Tiburones Rojos, el estadio comenzó a caer en un estado de abandono, con un breve interludio en el año 2020 cuando fue utilizado por el club Atlético Veracruz que comenzó a competir en la Liga de Balompié Mexicano, sin embargo, el equipo terminó por abandonar el escenario a principios de 2021, lo que perjudicó al inmueble que dejó de albergar equipos a partir de esa fecha. A la par que esto sucedía comenzó a desatarse una pugna por la propiedad del inmueble entre el Gobierno de Veracruz y Fidel Kuri Grajales, quien se ostentaba como beneficiario del comodato para el uso del estadio, mientras que las autoridades estatales consideraban que ese acuerdo se había invalidado por la falta de un equipo representativo del puerto de Veracruz, por lo que se dificultó la llegada de cualquier equipo a la ciudad.
En febrero de 2023 el Gobierno de Veracruz anunció sus planes para reconstruir el estadio con el objetivo de modernizarlo y adaptarlo a las exigencias del fútbol, sin embargo, la reconstrucción significaría la pérdida de aforo en 10,000 localidades debido a la necesidad de implementar diversas medidas de seguridad, esto con el objetivo de tener un inmueble que buscara atraer a posibles inversionistas interesados en llevar una franquicia de fútbol a la ciudad. En diciembre de 2022 iniciaron los trabajos de demolición del estadio, por lo que el histórico recinto perdió su forma original a la espera de una nueva reconstrucción del escenario tradicional del fútbol veracruzano. El gobierno planeó terminar con los trabajos de la 1.ª de 3 etapas de remodelación, a mediados del año 2024 para reabrir el Pirata Fuente con una capacidad de 27,500 espectadores al concluir las 3 etapas, en la actualidad (abril de 2024) se encuentra de manera simultánea la culminación de la etapa 1 y desde enero del presente año, la etapa 2.

## Eventos
Cabe señalar, que entre los principales eventos que se han llevado al cabo en este estadio se encuentran: El Premundial Femenino Sub-20 en el año 2006, Inauguración de la Olimpiada Nacional en el 2007, Inauguración y Clausura de los XXII Juegos Centroamericanos y del Caribe (incluyendo el fútbol varonil y la final del femenil), Conciertos, etc.
| Predecesor: Estadio Centroamericano de Mayagüez Mayagüez 2010 | Estadio Centroamericano y Caribeño Veracruz 2014 | Sucesor: Estadio Metropolitano de Barranquilla Barranquilla 2018 |